# Ancarani (cognome)
Ancarani è un cognome di lingua italiana.

## Varianti
Il cognome non presenta varianti.

## Origine e diffusione
Cognome tipicamente centro-settentrionale, è presente prevalentemente in Emilia-Romagna, nelle Marche e negli Abruzzi.
Potrebbe derivare da un toponimo, dal nome latino Ancharius, "devoto alla dea Ancaria".

## Persone
- Yuri Ancarani – regista italiano